# 纽约世界大楼

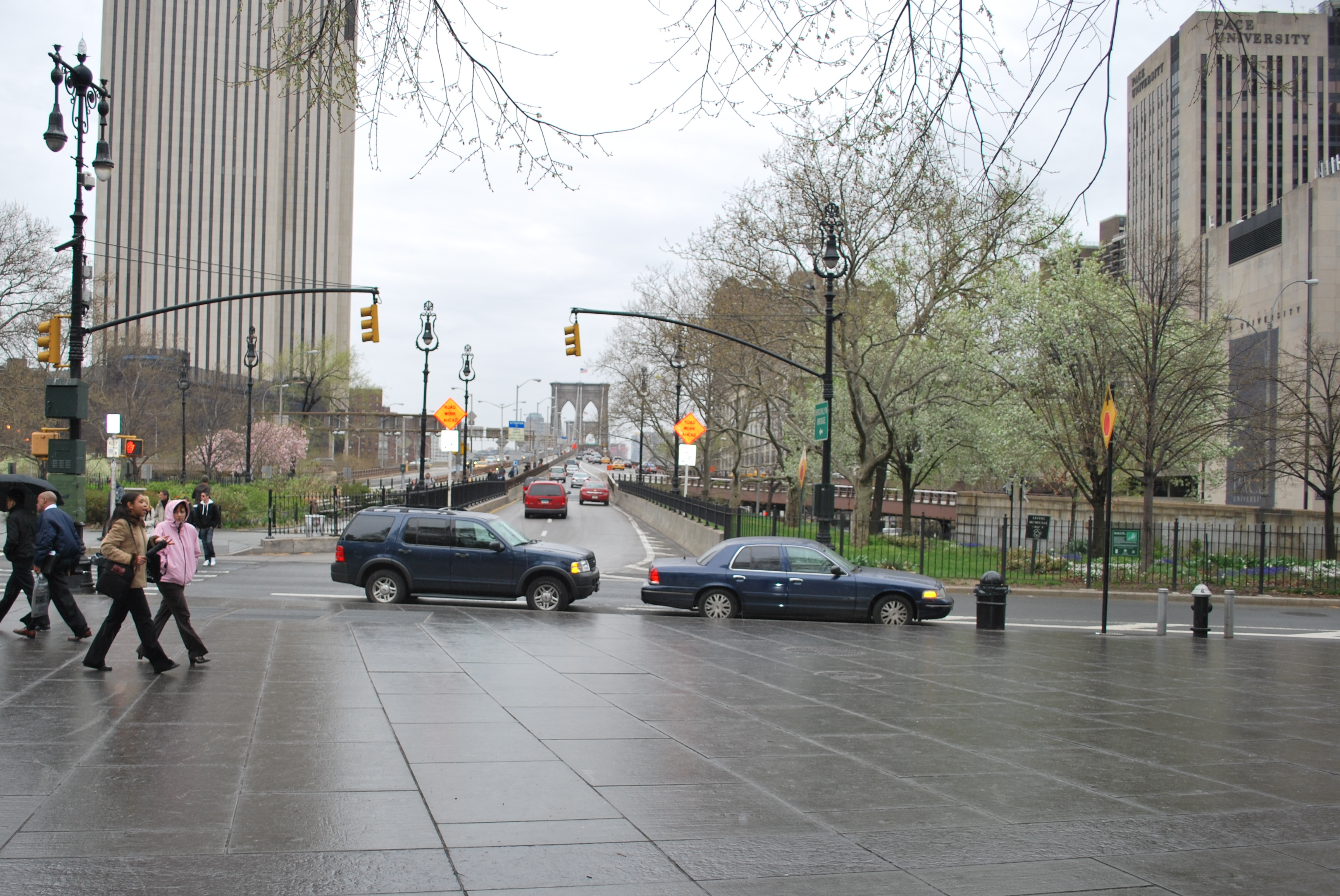
纽约世界大厦的曾经所在地，大约在图中右侧，现在成为布鲁克林大桥入口匝道的所在地。

纽约世界大樓（英語：New York World Building），是美國紐約曼哈顿市政中心附近早期的一幢摩天大樓，完工於1890年，當時是《紐約世界報》的總部大樓，曾是“报纸街”的一部分。它超过家庭保險大樓成为最高摩天大樓。世界大樓擁有地上20層，屋頂高94.2米，含尖頂高106.4米。它的屋頂高度记录於1894年被曼哈頓壽險大樓超越（雖然沒有超過它的尖頂高度）。1899年其尖頂高度被柏路大樓超越。在1955年被拆除，为布鲁克林大桥的入口匝道扩建腾出空间。